# Нові Скуцани
45°56′ пн. ш. 16°49′ сх. д. / 45.94° пн. ш. 16.82° сх. д.
Нові Скуцани (хорв. Novi Skucani) — населений пункт у Хорватії, у Б'єловарсько-Білогорській жупанії у складі громади Капела.

## Населення
Населення за даними перепису 2011 року становило 196 осіб.
Динаміка чисельності населення поселення: